# 아토다 다카시
아토다 다카시(阿刀田 高, 1935년 1월 31일 ~ )는 일본의 작가이자, 일본 펜 클럽 회장이다.
〈기묘한 맛〉(奇妙な味)이라는 단편으로 잘 알려져 있다.

## 경력
도쿄에서 태어났다. 양친은 모두 센다이시 출신. 할아버지인 아토다 레이조는 서양문학자로, 제2고등학교 제 9대교장을 역임하였고, 명교장으로도 불리었다. 레이조의 아버지인 아토다 요시모토는 미야기현 나도리 군 시모마스다 촌 (현재의 나도리 시)의 초대 촌장이었다.
전쟁 중에는 미야기 현의 유명한 피난지였던 마스다 소학교를 다녔다. 16살 때 엔지니어였던 아버지를 잃고 가난한 모자가정으로써 고생하며 자랐다. 나가오카 시립 중학교, 니이가타 현립 나가오카 고등학교를 지나, 도쿄 도립 니시 고등학교로 전학을 가게 된다. 어린 시절부터 과학을 좋아해 1954년 도쿄 공업대학에 도전했지만 실패하였고, 와세다 대학 제1 문학부 프랑스 문학 전공으로 입학했다. 오로지 장학금과 가정교사 아르바이트로 생활하였다.
대학에 입학한 당시에는 신문기자를 지망했지만 1955년 결핵에 걸려 휴학하였고, 16개월간 치료를 받는데 생활을 보냈다.(이 시기에 다수의 단편소설을 읽은 것이, 나중에 소설을 쓸 때 큰 힘을 주었다 라고 말하고 있다.) 이로 인해 하는 수 없이 지망을 바꿔야 했고, 1960년에 대학을 졸업한 뒤, 문부성 도서관 직원 양성소에 입학하였다. 1961년부터 일본 국립국회도서관에 사서로 근무했다. 이 즈음 은사(恩師)가 출판한 일본어 관계의 소책자에 동서고금의 죽여주는 문구에 관한 수필을 발표 할 때, 예상하지 못했던 아사히 신문의 문화란에 채택되어 기뻐했다. 1964년 9월, 이케다서점에서의 의뢰로 《죽여주는 문구》(ころし文句)를 출판했다. 계속하여, 이케다서점에서 『죽이게 웃기는 문구(笑いのころし文句)』,『유머 하루에 한마디(ユーモア一日一言)』등의 수필집을 간행하였다. 1969년 저서 《블랙 유머 입문》(ブラックユーモア入門)』(출판사: KK베스트셀러즈)이 베스트셀러가 된 것에 용기를 얻어 1972년에 퇴직하고 작가생활에 들어간다. 콩트, 번역, 광고문안 등에 손을 뻗쳤다.
1978년 단편집 《냉장고에 사랑을 담아》(冷蔵庫より愛をこめて)가 나오키 상 후보에 오르고, 1979년 단편 〈내방자〉(来訪者)로 제32회 일본추리작가협회상을 수상했다. 1979년 단편집 《나폴레옹광》(ナポレオン狂)으로 제 81회 나오키 상을 수상하였고, 1995년 《신 트로이 이야기》(新トロイア物語)로 제29회 요시카와 에이지 문학상을 수상했다. 2007년에는 일본 펜 클럽 회장을 맡아, 같은 년도에 나오키 상 선고위원을 역임하게 된다. 현재는 닛타 지로 문학상, 요시카와 에이지 문학 신인상, 소설 스바루 신인상 선고위원을 맡고 있다.

## 작품
미스테리나 블랙유머 분야에서의 쇼트쇼트(단편소설보다 더 짧은 소설), 에로스가 더해진 단편으로 정평이 나있다. 쇼트쇼트에 관해서는 ‘호시 신이치 쇼트쇼트 콘테스트’의 심사원을 이어받는 등, 호시 신이치가 죽은 뒤, 일인자적 존재가 되었다.
또한, 『그리스 신화를 아십니까(ギリシア神話を知っていますか)』등, 세계 각국의 고전을 경쾌하게 해석한 수필로도 잘 알려져 있다. 세계의 종교 다이제스트본 『구약성서를 아십니까(旧約聖書を知っていますか)』,『신약성서를 아십니까(新約聖書を知っていますか)』『코란을 아십니까(コーランを知っていますか)』의 3부작을 출판했다.

## 인물
출생 시에는 쌍둥이였다. 처음에 나온 자식을 동생으로 할까 형으로 할까로 의논이 오갔지만 “처음에 태어난 쪽이 형이다.”라는 부친의 판단으로, 형에게 붙여질 예정이었던 ‘다카시(高)’라는 이름을 붙여졌다. 덧붙여, 동생은 요절했다. 본인은 ‘이름 덕분에 장수할 수 있었는지도 모르겠다.’라고 에세이에 적어놓았다.
문부과학성 설치의 문화심의회 회장을 맡았다. 1993년부터 1997년에 걸쳐 일본추리작가협회 이사장도 맡았다.
또한 한신 타이거스의 팬이며, 방송에서 ‘1973년 10월 10일 행해진 한신-거인전 (고라쿠엔 구장)이 있던 당시, 병으로 입원하여 병실에서 라디오 실황 중계를 들었던 때의 일, 2회까지 한신이 7-0으로 선두였고 선발투수는 에나쓰 유타카이며, 9년만의 우승과 거인의 9연패 저지를 확신하며 안심했지만 어느새 자버렸다. 일어나보니 7점차였던게 거인에게 역전당해서 그때의 정신상태는 자다 일어난 점도 있지만 꿈인지 현실인지 환상인지 혼란상태여서 대단히 혼란스러웠다.’라고 술회하고 있다.
아들인 아토다 히로시(阿刀田寛)는 니혼케이자이 신문 기자.

## 수상작
- 1979년 - 『내방자』로 제 32회 일본추리작가협회상.
- 1979년 - 단편집『나폴레옹 광(狂)』으로 제 81회 나오키 상.
- 1995년 - 『신(新) 트로이 이야기』로 제29회 요시카와 에이지 문학상.
- 2009년 - 욱일중수장(旭日中綬章) 훈장을 받음.

## 저서
- 1964년 죽여주는 문구(ころし文句)
- 1966년 죽여주게 웃기는 문구 웃기는회화 입문(笑いのころし文句 笑会話入門),죽여주는 문구의 연구(殺し文句の研究)(문고판)
- 1966년 유머 하루에 한마디, 웃음과 교양의 오아시스(ユーモア一日一言 笑いと教養のオアシス)
- 1978년 냉장고에 사랑을 담아(冷蔵庫より愛をこめて)
- 1978년 과거를 걸어가는 발(過去を運ぶ足, 한국 번역본은‘시소 게임’)
- 1979년 나폴레옹광(ナポレオン狂) 코단샤
- 1981년 그리스 신화를 아십니까?(ギリシア神話を知っていますか)
- 1991년 구약성서를 아십니까? (旧約聖書を知っていますか)
- 1993년 신약성서를 아십니까(新約聖書を知っていますか)
- 1997년 사자왕 알렌산드로스(獅子王アレクサンドロス)
- 2003년 코란을 아십니까(コーランを知っていますか)

## 참조
1. ↑  '아토다'라고 하는 특이한 성은 일본 전국에 10세대 정도이다. 센다이에 많고, 선조 중에 아토사라고 하는 절을 가진 사람이 있었지만, 가토다라는 성을 가진 상대와 결혼한 뒤로, 양쪽의 문자를 합쳐 아토다라는 성씨가 되었다. 라고 한다.
2. ↑  다만, 아토다 자신은 “저도 사실을 말하자면, 중퇴했습니다. 대학교 2학년 즈음, 결핵에 걸렸어요. 휴학할 생각이었는데, 사무국 사람이 ‘1년 이상 쉬면, 중퇴하는 편이 나아요.’라고 말했어요. 제대로 절차를 거치면 시험안보고 복학 할 수 있잖아요. 그 사이의 수업료도 낼 필요가 없고. 그러니까 2년간 치료해서, 제대로 복학했습니다.”라고 말하고 있다.